# Volker Scherliess
Volker Scherliess (* 26. März 1945 in Osterode am Harz; † 5. Januar 2022 in Lübeck) war ein deutscher Musikwissenschaftler.

## Leben und Wirken
Scherliess wurde in Osterode am Harz geboren und wuchs in Flensburg auf. Er absolvierte ein Studium der Musikwissenschaft, Kunstgeschichte und Philosophie an den Universitäten Hamburg und Florenz, das er 1971 mit der Promotion
im Fachbereich Kulturgeschichte und Kulturkunde der Universität Hamburg und der Dissertation
Musikalische Noten auf Kunstwerken der italienischen Renaissance bis zum Anfang des 17. Jahrhunderts abschloss.
Von 1972 bis 1976 wirkte er als Mitarbeiter der Musikgeschichtlichen Abteilung des Deutschen Historischen Instituts in Rom. Von 1977 bis 1979 war er Assistent an der Universität Tübingen bei Georg von Dadelsen und anschließend bis 1991 Professor für Musikwissenschaft an der Staatlichen Hochschule für Musik Trossingen.
Von 1991 bis 2010 hatte er den Lehrstuhl für Musikwissenschaft an der Musikhochschule Lübeck inne, wo er zuletzt den Tagungsband Stunde Null. Zur Musik um 1945 veröffentlichte.
Scherliess schrieb für die rororo-Monographien Bände über die Komponisten Alban Berg (1975, div. Auflagen) und Gioacchino Rossini (1991, div. Auflagen), für den Laaber-Verlag den Band Igor Strawinsky und seine Zeit (2002).
Seit 2007 war Scherliess assoziiertes Mitglied der Max-Planck-Research-Group Das wissende Bild am Kunsthistorischen Institut in Florenz (Max-Planck-Institut).

## Veröffentlichungen (Auswahl)
- "Werkstatt Musikgeschichte" - Annäherungen an Musik und Musiker: Reden - Vorträge - Einführungen. Musikhochschule Lübeck (Hrsg.), Schmidt-Römhild, Lübeck 2020, ISBN 978-3-7950-7122-6
- Aus Klimbams Garten. Irene und Eduard Erdmann in persönlichen Erinnerungen. Eduard-Erdmann-Gesellschaft e. V., Horst Jordt und Volker Scherliess (Hrsg.), Kiel 2019, ISBN 978-3-529-05187-6
- Eduard Erdmann – ein deutscher Musiker vor und nach 1945. In: "Stunde Null" - zur Musik um 1945. Bericht über das Symposion der Gesellschaft für Musikforschung an der Musikhochschule Lübeck 24.–27. September 2003, herausgegeben von Volker Scherliess, Bärenreiter-Verlag, Kassel 2014, ISBN 978-3-7618-2128-2
- Erdmann und Nolde (= Seebüller Hefte 2009. 1). Neukirchen: Nolde Stiftung Seebüll, 2009. Mit 1 CD
- Dieterich Buxtehude. Text – Kontext – Rezeption: Bericht über das Symposion an der Musikhochschule Lübeck, 10.-12. Mai 2007 im Auftrag der Musikhochschule Lübeck herausgegeben von Wolfgang Sandberger und Volker Scherliess; redaktionelle Mitarbeit Alexander Butz. Lübeck 2007 Kassel, Basel, London, New York, Praha 2011.
- "Theater-Music in der Kirche" Zur Geschichte der Lübecker Abendmusiken; Katalog zur Ausstellung in der Musikhochschule Lübeck anläßlich der Jahrestagung der Gesellschaft für Musikforschung, 24.–27. September 2003, herausgegeben von Volker Scherliess und Arndt Schnoor, Lübeck 2003
- Neoklassizismus: Dialog mit der Geschichte. Kassel [u. a.]: Bärenreiter, 1998. 300 S : Ill., Notenbeisp.
- Adrian Leverkühn (1885–1941); ein deutscher Komponist in der Darstellung Thomas Manns; Dichtung und Wirklichkeit; eine Ausstellung im Buddenbrookhaus der Hansestadt Lübeck, 6. Mai – 26. Juni 1993. Lübeck: Buddenbrookhaus, Heinrich und Thomas Mann-Zentrum, 1993. 59 S. Ill.
- Igor Strawinsky und seine Zeit (= Die großen Komponisten. 6). Laaber, Laaber-Verlag, 2002. 368 S., Ill., Notenbeisp., Werkverz., Bibliogr.
- Gioacchino Rossini. Mit Selbstzeugnissen und Bilddokumenten (= Rowohlts Monographien. 476). Reinbek b.Hamburg, Rowohlt, 1991. 158 S.
- Alban Berg. Mit Selbstzeugnissen und Bilddokumenten (= Rowohlts Monographien. 225). Reinbek bei Hamburg, Rowohlt, 1986. 155 S.
- Igor Strawinsky. Le sacre du printemps (= Meisterwerke der Musik. 35). Fink Verlag, München 1982, ISBN 978-3-7705-2108-1